# Sutton (Norfolk)
Sutton – wieś w Anglii, w hrabstwie Norfolk, w dystrykcie North Norfolk. Leży 22 km na północny wschód od Norwich i 180 km na północny wschód od Londynu. Miejscowość liczy 1226 mieszkańców.